# Новотроицкое (Оренбургская область)
Новотроицкое — село в Октябрьском районе Оренбургской области России. Административный центр и единственный населённый пункт Новотроицкого сельсовета.

## География
Село находится на севере центральной части Оренбургской области, в степной зоне, на правом берегу реки Салмыш, к востоку от автодороги Р239, на расстоянии примерно 11 километров (по прямой) к западу-северо-западу (WNW) от села Октябрьского, административного центра района. Абсолютная высота — 121 метр над уровнем моря.
Климат
Климат характеризуется как резко континентальный с продолжительной морозной зимой и относительно коротким жарким сухим летом. Среднегодовая температура составляет 3 °C. Средняя температура воздуха самого тёплого месяца (июля) — 26,9 °C (абсолютный максимум — 42 °C); самого холодного (января) — −13,3 °C (абсолютный минимум — −43 °C). Среднегодовое количество атмосферных осадков не превышает 350—400 мм.
Часовой пояс
Село Новотроицкое, как и вся Оренбургская область, находится в часовой зоне МСК+2. Смещение применяемого времени относительно UTC составляет +5:00.

## Население
| 2010 | 2012 | 2013 | 2014 | 2015 | 2016 | 2017 |
| ---- | ---- | ---- | ---- | ---- | ---- | ---- |
| 500  | ↘469 | ↘458 | ↘434 | ↘409 | ↗435 | ↘409 |
| 2018 | 2019 | 2020 | 2021 |      |      |      |
| ↘402 | ↘395 | ↘385 | ↘360 |      |      |      |

Половой состав
По данным Всероссийской переписи населения 2010 года в половой структуре населения мужчины составляли 47,4 %, женщины — соответственно 52,6 %.
Национальный состав
Согласно результатам переписи 2002 года, в национальной структуре населения русские составляли 86 % из 516 чел.